# Juan de Arellano
Juan de Arellano – hiszpański malarz barokowy specjalizujący się w kompozycjach kwiatowych.
Był uczniem Juana de Solís, barokowego artysty pracującego na dworze Filipa IV. Zaczynał pracę jako skromny malarz dekoracyjny. Około 1650 zaczął wyróżniać się w Madrycie, kiedy otworzył swoją własną pracownią we współpracy z synami i zięciem – Bartolomé Pérez de la Dehesa oraz malarzem Francisco Camilo. W wyniku tej grupowej pracy obrazy firmowane przez Arellano są różnej jakości. Niektóre kompozycje kwiatowe zawierają wiele kwiatów o żywych kolorach (te były prawdopodobnie sprzedawane za wyższą cenę), inne to zaledwie jeden kwiat w wazonie.
Jego prace można oglądać w Muzeum Prado, Muzeum Sztuk Pięknych w Bilbao i Muzeum Goi w Castres.